# Massacro di Pidjiguiti
Il massacro di Pidjiguiti è stata una strage di lavoratori portuali di Bissau, nell'allora colonia portoghese della Guinea perpetrata il 3 agosto 1959, dalla PIDE, la polizia politica del regime di Salazar. L'episodio segnò simbolicamente l'inizio della lotta per l'indipendenza della Guinea-Bissau dal dominio portoghese.

## Eventi
Verso le 15:00 del 3 agosto 1959 i portuali di Bissau, dipendenti della Casa Gouvieia, scesero in sciopero per chiedere migliori condizioni salariali. Mentre una delegazione si recò a trattare con il titolare dell'impresa, gli scioperanti si riunirono nei pressi dei cancelli del molo di Pidjiguiti. Poco dopo le trattative tra le due parti si arenarono; a quel punto i manifestanti bloccarono l'accesso al molo innalzando delle rudimentali barricate. La Casa Gouveia chiamò allora in soccorso la PIDE che, come giunse sul posto, iniziò a sparare sui manifestanti. Durante la strage persero la vita circa cinquanta persone, mentre altrettante furono ferite.

## Conseguenze
L'episodio spinse definitivamente il PAIGC, il movimento indipendentista guineense fondato da Amílcar Cabral nel 1956, ad abbandonare la forma della lotta pacifica e ad imbracciare le armi contro la dominazione coloniale portoghese. 

## Omaggi
Oggi in Guinea-Bissau il 3 agosto è un giorno di solenne commemorazione nazionale, definito spesso anche Giorno dei Martiri.